# Łysa Góra (Kraków)
Łysa Góra – część miasta Kraków wchodząca w skład Dzielnicy X Swoszowice. Jej nazwa pochodzi od wzgórza Łysa Góra.